# Championnat d'Équateur de football 1957
Navigation
Championnat 1960
La saison 1957 du Championnat d'Équateur de football est la toute première édition du championnat de première division en Équateur. Les deux meilleurs clubs du championnat Guayaquil ainsi que les deux meilleures formations du championnat Interandinos se retrouvent au sein d'une poule unique où ils affrontent deux fois au cours de la saison (à domicile et à l'extérieur) les clubs issus de l'autre championnat.
C'est le club du Club Sport Emelec qui termine en tête du classement du championnat cette saison, avec un point d'avance sur le Barcelona Sporting Club et deux sur le Deportivo Quito. C'est le premier titre de champion de l'histoire du club.

## Les quatre clubs participants
| - Guayaquil : - Club Sport Emelec - Champion - Barcelona Sporting Club - Vice-champion - Interandinos : - Deportivo Quito - Champion - Sociedad Deportiva Aucas - Vice-champion |

## Compétition

### Classement
Le barème utilisé pour établir le classement est le suivant :
- Victoire : 2 points
- Match nul : 1 point
- Défaite : 0 point

| Rang | Équipe                   | Pts | J | G | N | P | Bp | Bc | Diff |  | Résultats (▼ dom., ► ext.) | Eme | Bar | Dep | Auc |
| ---- | ------------------------ | --- | - | - | - | - | -- | -- | ---- |  | -------------------------- | --- | --- | --- | --- |
| 1    | Club Sport Emelec        | 6   | 4 | 3 | 0 | 1 | 8  | 4  | +4   |  | Club Sport Emelec          |     |     | 2-0 | 2-0 |
| 2    | Barcelona Sporting Club  | 5   | 4 | 2 | 1 | 1 | 10 | 6  | +4   |  | Barcelona Sporting Club    |     |     | 3-1 | 4-1 |
| 3    | Deportivo Quito          | 4   | 4 | 2 | 0 | 2 | 4  | 6  | -2   |  | Deportivo Quito            | 1-0 | 2-1 |     |     |
| 4    | Sociedad Deportiva Aucas | 1   | 4 | 0 | 1 | 3 | 6  | 12 | -6   |  | Sociedad Deportiva Aucas   | 3-4 | 2-2 |     |     |

## Bilan de la saison
| Championnat d'Équateur de football 1957 |                               |
| Champion                                | Club Sport Emelec (1er titre) |
| Promotions et relégations               |                               |
| Promus en Primera División              | Aucun                         |
| Relégués en Segunda División            | Aucun                         |